# Phonique
Phonique alias Michael Vater ist ein Produzent und Interpret elektronischer Musik aus Berlin. Seit 1998 ist er aktiv, sein Debüt-Album „Identification“ ist im Herbst 2004 erschienen. Darauf arbeitet er unter anderem mit Paris the Black Fu, Erlend Øye, Alexander East, Ian Whitelaw und Dixon zusammen.

## Diskografie

### Alben
- Identification (2004)
- Good Idea (2007)
- Kissing Strangers (2010)

### Singles
- So Close To Me (2001)
- Deep Rhodes (2002)
- Monster (2002)
- Pascal (2002)
- Beat'n Greet (2003)
- Fake It (2003)
- Jazzy Vibe (2003)
- featuring Alexander East: 99 & a half (2003)
- & Tigerskin: Gaydance (2004)
- feat. Meitz: Still dancin'  (2004)
- & The Usual Suspects: Suspicious E.P. (2004)
- feat. Die Elfen: The Red Dress (2004)
- X-Attack (2004)
- feat. Erlend Øye: For The Time Being (2005)
- Weapon (2005)
- The Night (2005)
- Lizard (2005)
- John (2007)